# Chris Hülsbeck
Chris Huelsbeck (nacido como Christopher Hülsbeck; Kassel, Hesse, Alemania; 2 de marzo de 1968) es un compositor alemán de música de videojuegos para computadoras domésticas.
Compuso la banda sonora de más de setenta videojuegos, Star Wars: Rebel Strike para Nintendo GameCube el último. Muchas de sus composiciones para Commodore 64 se consideran clásicas entre los entusiastas hoy día, notablemente la música de The Great Giana Sisters. También se le conoce por haber compuesto la música de la saga de videojuegos Turrican. El primer reconocimiento hacia el arte de Chris fue a los dieciséis años, cuando su composición «Shades» ganó el primer lugar en un concurso musical para la revista alemana 64'er.
Creó una rutina para reproducir música para el ordenador Commodore Amiga llamado TFMX, «The Final Musicsystem eXtended», que incluyó características más musicalmente orientadas que su rival Soundtracker, tales como variaciones de tono logarítmicas, sonido macros y tiempos individuales para cada pista.
Su música para Apidya, Turrican 2, Turrican 3 y The Great Giana Sisters fue interpretada en directo en la serie del 2003 al 2007 del Symphonic Game Music Concert en Leipzig, Alemania, dirigida por Andy Brick. El 23 de agosto de 2008 se pudo escuchar su música en el concierto Symphonic Shades, dedicado exclusivamente a su trabajo. La WDR Radio Orchestra y un coro interpretaron clásicos de The Great Giana Sisters, Turrican y R-Type entre otros, en la ciudad alemana de Colonia, dirigidos por Arnie Roth.

## Discografía
- 1991 Shades
- 1992 To be on Top
- 1992 Apidya
- 1993 Turrican Soundtrack
- 1994 Native Vision - Easy life (single)
- 1994 Rainbows
- 1995 Super Turrican 2
- 1995 Sound Factory
- 1997 Tunnel B1 Soundtrack
- 1997 Extreme Assault soundtrack
- 1998 Peanuts feat. Doc. Schneider - Leben betrügt (single)
- 2000 Bridge from the past to the future (released at MP3.com)
- 2000 Collage (released at MP3.com)
- 2000 Merregnon Soundtrack, Volume 1
- 2001 Chris Hülsbeck in the Mix (lanzado por ZYX Music)
- 2004 Merregnon Soundtrack, Volume 2 (edición inglesa y japonesa)
- 2007 Number Nine
- 2008 Symphonic Shades
- 2013 Turrican Soundtrack Anthology (Volumes 1-4)
- 2015 The Piano Collection
- 2017 25 Years - Turrican II The Orchestral Album by Chris Huelsbeck

## Música de videojuegos
- Active Soccer (iOS, PC, MacOS)
- Adrift in a Cobalt Eternity (PC)
- The Adventures of Quik & Silva (Amiga, Atari ST)
- Apidya (Amiga)
- Apprentice (Amiga)
- Bad Cat (C64)
- Battle Isle (Amiga, PC) (título principal)
- The Baby of Can Guru (C64 demo)
- Bubsy: The Woolies Strike Back (PC, PS4)
- Bundesliga Manager: Hattrick (Amiga, PC)
- Caribbean Disaster (Amiga, PC)
- The Carl Lewis Challenge (Amiga, Atari ST, PC)
- Circus Attractions (Amiga)
- Cristoph Kolumbus (PC)
- Danger Freak (Amiga, C64)
- Denny (Amiga) (unreleased)
- Down at the trolls (C64)
- Doctor Who: Legacy (Android, Browser, iOS)
- Dulcedo Cogitationis (C64)
- Eddy & Co: Das Eismann-Spiel (PC)
- Extreme Assault (PC)
- Gem'X (Amiga, Atari ST, C64)
- Super Gem'X (Amiga, PC) (unreleased)
- GeoDrop (iOS)
- Grand Monster Slam (Amiga)
- The Great Giana Sisters (C64)
- Giana Sisters: Twisted Dreams (PC, PS3, PS4, X360, XBOne, WiiU, Switch)
- Giana Sisters: Twisted Dreams - Rise of the Owlverlord (iOS, PC, PS3, PS4, X360, XBOne, WiiU, Switch)
- Hard 'n' Heavy (C64)
- Hexuma (Amiga)
- Hollywood Poker Pro (Amiga, C64)
- Jim Power in Mutant Planet (Amiga, Atari ST, PCE CD)
- Jim Power: The Lost Dimension in 3-D (PC, MD/Gen, SNES)
- Jinks (C64)
- Katakis/Denaris (Amiga, C64)
- Kubrik (iOS, Wii)
- Leona's Tricky Adventures (AmigaOS, DC, PC)
- L&M Adventure: Sunny shine on the funny side of life (Amiga)
- Madness (C64)
- Mad News (Amiga, PC)
- Master Blazer (Amiga)
- MenaTeus (PC)
- M.U.D.S. – Mean Ugly Dirty Sport (Amiga, PC)
- NUREN: The New Reinassance (Oculus, PC)
- Oxxonian (Amiga, C64)
- Planet of War (C64)
- P.T.C. (Amiga)
- Quik and Silva (Amiga)
- R-Type (Amiga, C64, iOS) (título principal)
- Rock 'n Roll (Amiga)
- Runsters on the run! (Android, Browser, iOS)
- Seawasp (Android)
- Sky Fighter (Amiga, Atari ST)
- StarBall (Amiga, C64) (título principal)
- Star Wars Episode I: Battle for Naboo (N64, PC)
- Star Wars: Rogue Squadron (N64, PC)
- Star Wars Rogue Squadron II: Rogue Leader (GC)
- Star Wars Rogue Squadron III: Rebel Strike (GC)
- "Shades" (C64 demo)
- Space Rat Xplode! (MacOS, PC)
- Star Trek: Infinite Space (Browser) (unreleased)
- Story Hour: Adventures (Wii)
- Story Hour: Fairy Tales (Wii)
- SubSolar (iOS)
- To be on Top (C64)
- Tunnel B1 (PC, PS1, Saturn)
- Turrican (Amiga)
- Turrican II: The Final Fight (Amiga)
- Mega Turrican/Turrican 3: Payment Day (Amiga, MD/Gen)
- Super Turrican (SNES)
- Super Turrican 2 (SNES)
- Typherra: Colonial Patrol (PC) (unreleased)
- The War of the Worlds (PC, PS3, X360)
- X: Beyond the Frontier (PC)
- X-Out (Amiga)
- Z-Out (Amiga)
- ZombieSmash! (iOS)

### General
- Página de Chris Hülsbeck
- Página de gamemusic concerts
- "Merregnon" Fantasy Musical Project
- synSONIQ Records: discográfica de Chris Hülsbeck
- Web de fanes de Hülsbeck

### Perfil
- Perfil en OverClocked ReMix
- Perfil en ElectronicScene.com
- Perfil en VGM Rush (enlace roto disponible en Internet Archive; véase el historial, la primera versión y la última).

### TFMX y Soundmonitor
- TFMX plugin para winamp
- CHIPtune (sobre el chip de sonido SID y enlaces relacionados)
- TFMX - manual en alemán
- TFMX - manual en inglés

- Datos: Q64712
- Multimedia: Chris Hülsbeck / Q64712